# Megalognatha alutaceipennis
Megalognatha alutaceipennis es una especie de insecto coleóptero de la familia Chrysomelidae.
Fue descrita científicamente en 1937 por Laboissiere.